# Állatútlevél

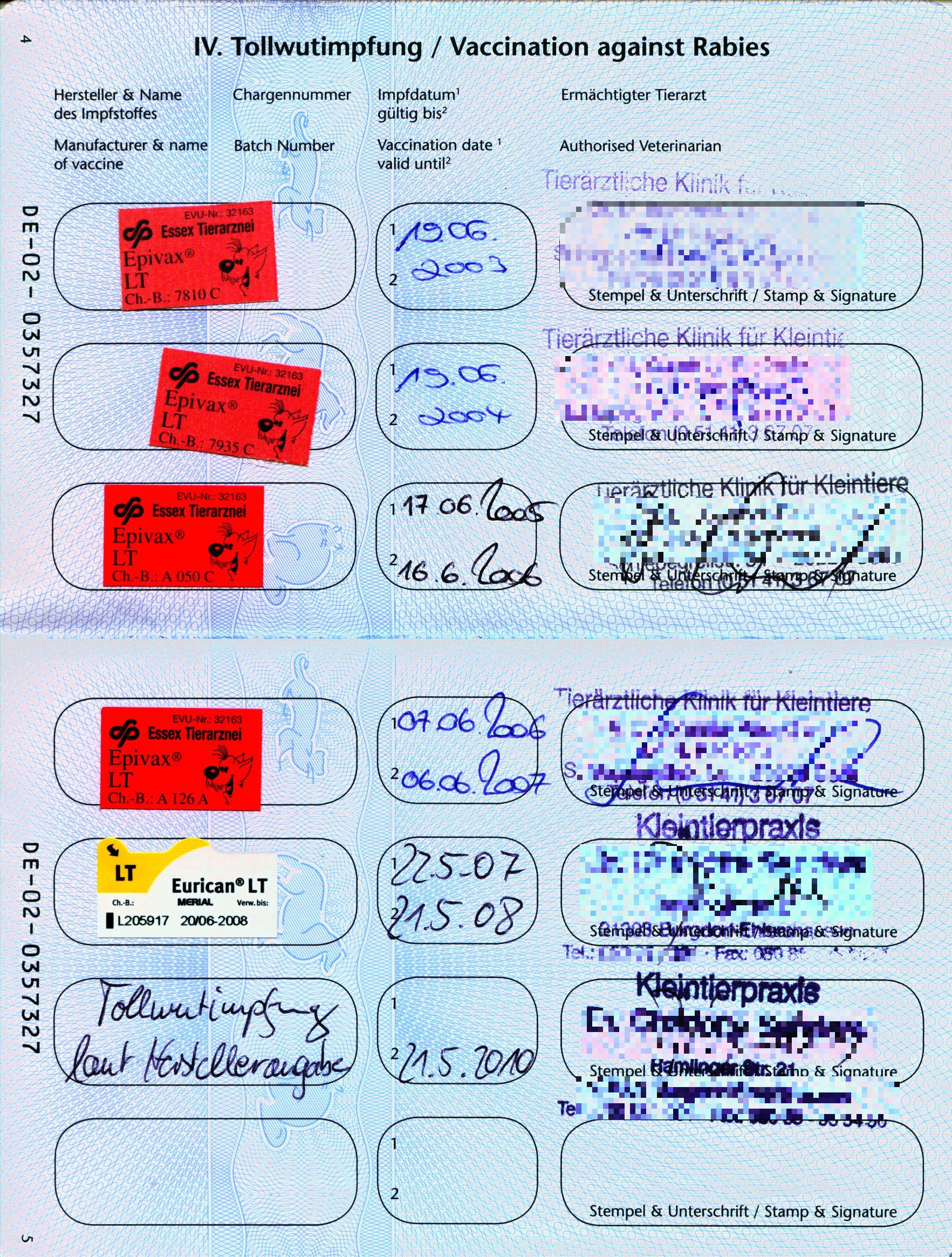
Igazolások a veszettség elleni védőoltásról egy német állatútlevélben

Az Európai Uniós állatútlevél egy ezzel megbízott állatorvosnál beszerezhető, sorszámozott, kétnyelvű okirat.
Célja, hogy a kedvtelésből tartott állatot (kutyát, macskát vagy vadászgörényt) gazdája karantén nélkül is átvihesse az egyik EU-országból a másikba.
Az igazolvány tartalmazza a kedvtelésből tartott állat és tulajdonosa azonosító adatait, az állat védőoltásait, egyéb kezelését és minden, az állat egészségére vonatkozó lényeges információt.
Az igazolvány elsősorban az EU egész területén előírt veszettség elleni oltás megtörténtét bizonyítja: tartalmazza az utolsó veszettség elleni védőoltás dátumát, az oltóanyag számát, lejáratának idejét, gyártási számát.

Ezen kívül az egyéb oltások igazolásai is benne vannak, továbbá van egy, a klinikai vizsgálattal és hitelesítéssel kapcsolatos rovata is, így alkalmas arra, hogy az állatútlevelet az olyan országokban, ahol az előírások szigorúbbak, sőt az Unión kívüli is felhasználjuk.

## Kiállítása
Magyarországon az állatútlevél kiállítására minden olyan állatorvos jogosult, aki rendelkezik az illetékes állategészségügyi hatóságtól az ebek veszettség elleni védőoltásának végzésére vonatkozó engedéllyel. (2008. szeptember 1-jétől minden magán-állatorvos alanyi jogon jogosult erre.) Az állatútlevél egy sorszámozott, szigorú számadású okirat, melyet a jogosult állatorvosok a Magyar Állatorvosi Kamarától szereznek be. Kiállításakor egy adatlapot is ki kell tölteni. Az adatlapon szereplő adatokat az útlevelet kiadó állatorvosnak 10 napon belül kötelező bevinnie a Magyar Állatorvosi Kamara internetes kisállat-nyilvántartó programjába (www.petvetdata.hu)

## Oldalai

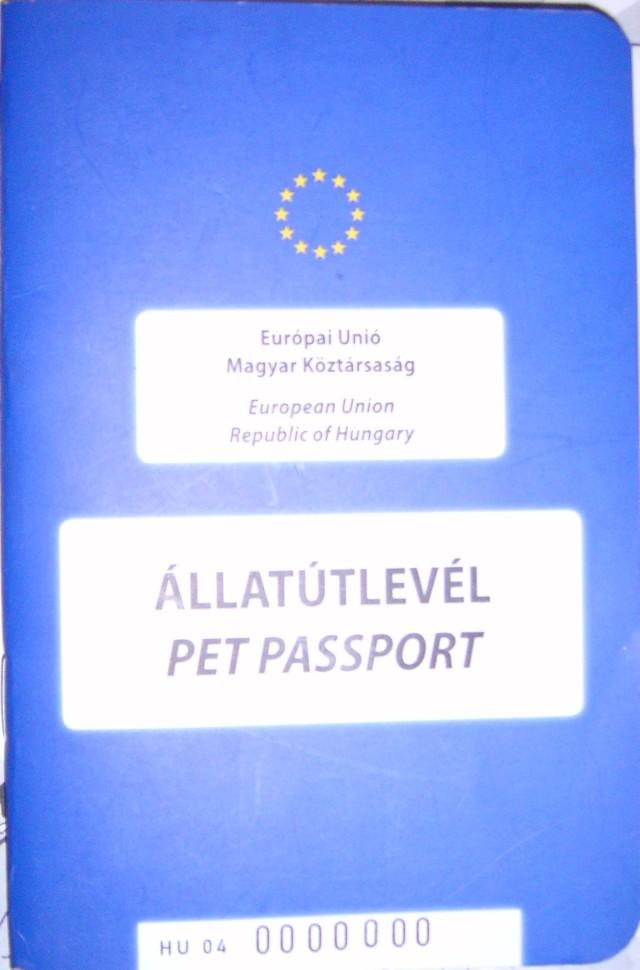
Magyar háziállat-útlevél

Az állatútlevél 24 oldalas és a következő 11 rovattal rendelkezik :
| 01 | A tulajdonos adatai / owner details                        |
| 02 | Az állat leírása / description of animal                   |
| 03 | Az állat azonosítása / identification of animal            |
| 04 | Veszettség elleni védőoltások / vaccination against rabies |
| 05 | Veszettség szerológiai teszt / rabies serological test     |
| 06 | Kullancs-ellenes kezelések / tick treatment                |
| 07 | Echinococcus-ellenes kezelések / echinococcus treatment    |
| 08 | Egyéb vakcinációk / other vaccinations                     |
| 09 | Klinikai vizsgálat / clinical examination                  |
| 10 | Hatósági bejegyzések / legislation                         |
| 11 | Egyebek / others                                           |

## Érvényessége
Addig érvényes, amíg a benne igazoltak érvényessége a származási tagország nemzeti szabályozásának megfelelően tart. Egyes országok és oltóanyagok esetén ez három évet is jelenthet. A veszettség elleni oltás Magyarországon évente kötelező, így a magyar útlevelet 365 nap letelte után csak akkor lehet használni, ha az állatot újraoltattuk, és ezt az útlevelében az állatorvos igazolta. Egy 3 hónapos, először oltott kölyök esetében csak 6 hónapig érvényes az oltás, és így az útlevél is.
A veszettség elleni védőoltást az uniós irányelvek szerint csak a vakcinálástól számított 21 nap elteltével lehet érvényesnek tekinteni, addig tehát az útlevél sem érvényes. A folyamatos, a mindenkori 365 napon belüli újraoltás esetén azonban nem előírás a 21 napos várakozási idő.

## Az állat azonosítása

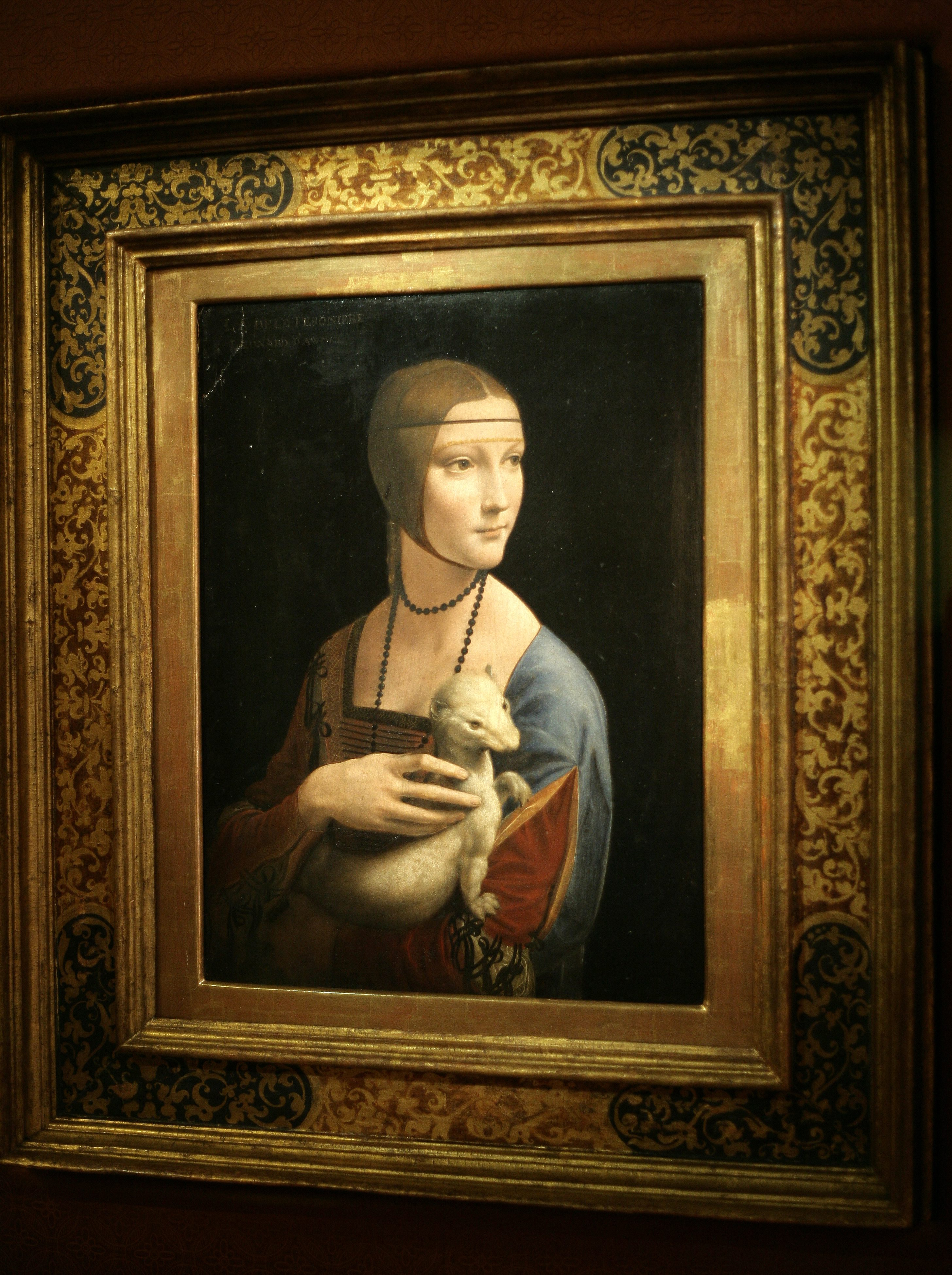
Mikrochip híján nem kaphatna útlevelet.

Az útlevél használata megkívánja, hogy az állat azonosítható legyen: 2011. július 3. napjáig történhet ez egy tisztán, egyértelműen olvasható tetoválással is, de már folyamatban van az áttérés microchip-implantátummal való azonosításra. A chip vagy a tetoválás számán és elhelyezkedésén túl az igazolvány egy leírást is megad az állatról, továbbá (nem kötelező jelleggel) tartalmazhat egy fényképet is.
Ha az állat mikrochipje nem felel meg az ISO 11784, illetve ISO 11785 szabványoknak (régebbi chipek), akkor az útlevél csak a megfelelő leolvasókészülékkel együtt érvényes.

## Eltérő EU beutazási feltételek
A három hónaposnál idősebb állatoknak az EU-ban általánosan előírt veszettség elleni védőoltásán túl egyes EU országokban további megkötöttségek is vannak.
A veszettségmentes országok megkívánják, hogy az állatútlevél tartalmazza a vakcinázás hatékonysági vizsgálatának eredményét is (szerológiai vizsgálat). Egyes országok a veszettség elleni oltás nélkül még a három hónapnál fiatalabb állatokat sem engedik be, mások csak bizonyos esetekben, vagy egyáltalán nem engednek be kölyökállatot. Van ahol előírás a beutazás előtti Echinococcus elleni kezelés valamint a széles spektrumú szerrel történt féregtelenítés, van ahol egy célzott, galandférgek és kullancsok elleni kezelést kívánnak meg, vagy hogy az állat élősködőmentessége szigorúan 24-48 órával a beutazás előtt legyen ellenőrizve.
Az Egyesült Királyságban, Írországban és Máltán nem fogadják el a tetoválást, máris kötelező a mikrochip.
Ha egy nem EU-ország meglátogatása után valaki kedvencével visszatér egy EU-országba, akkor nem elégséges az EU állatútlevél megléte, hanem további előírásoknak is eleget kell tenni.

## Néhány ország állatútlevele

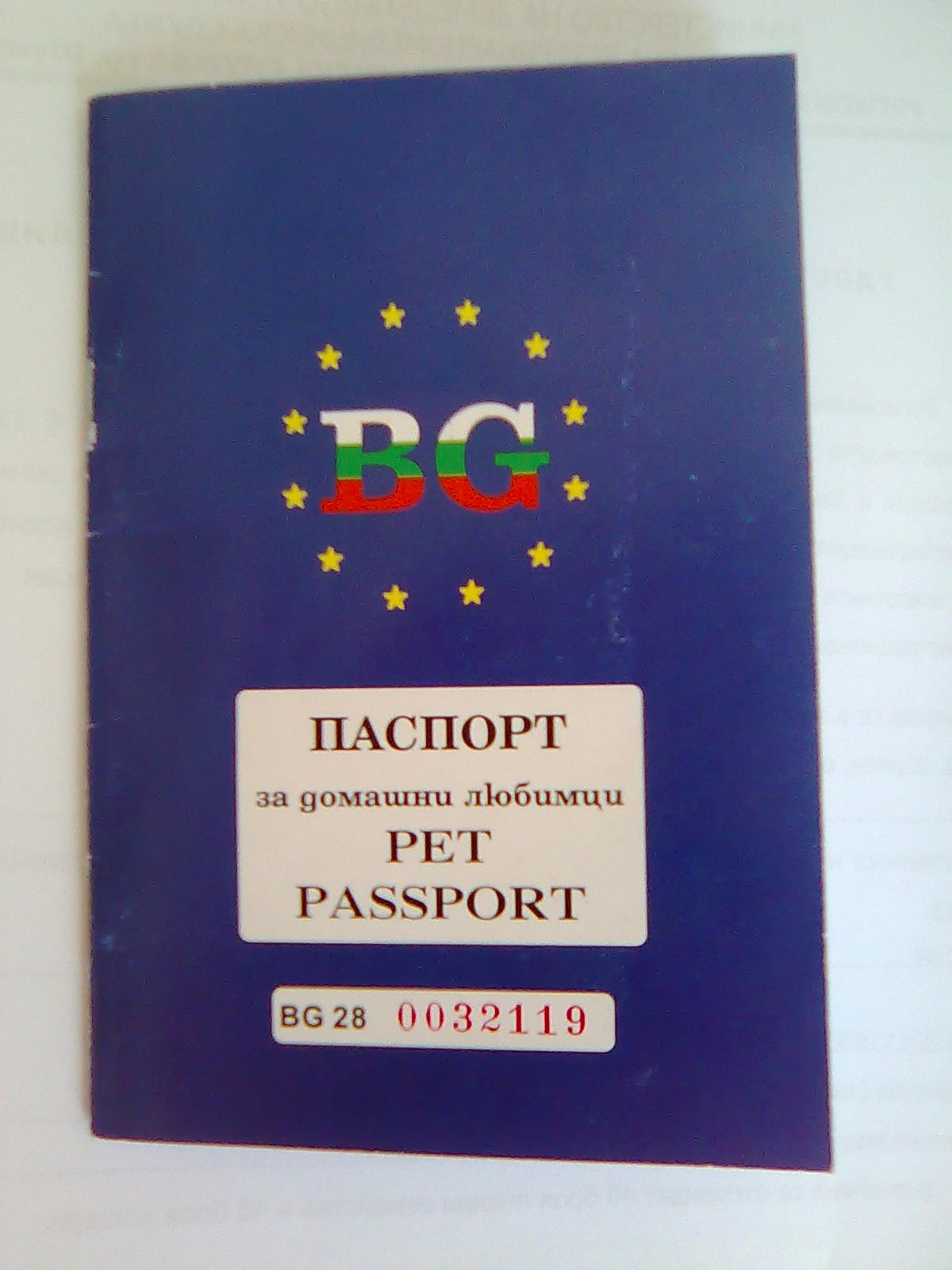
Bulgária
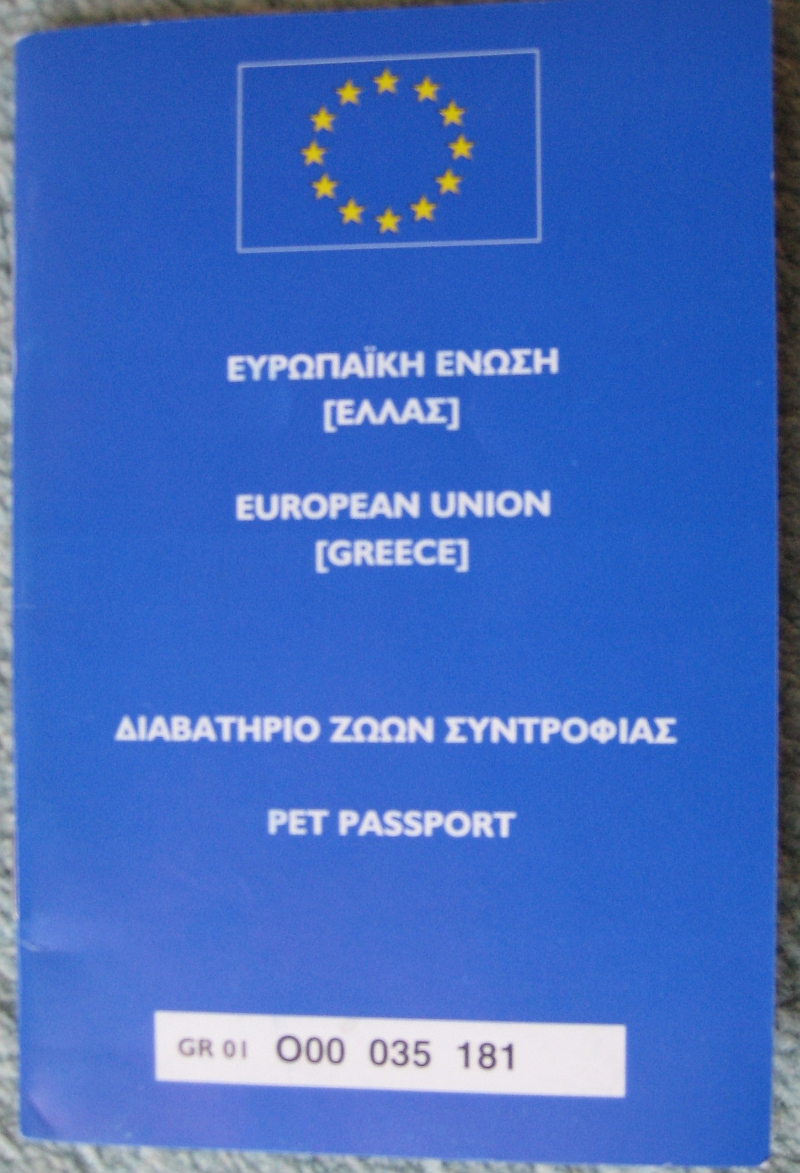
Görögország
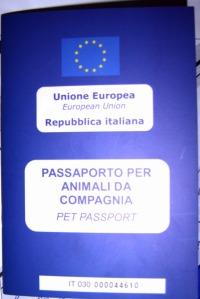
Olaszország
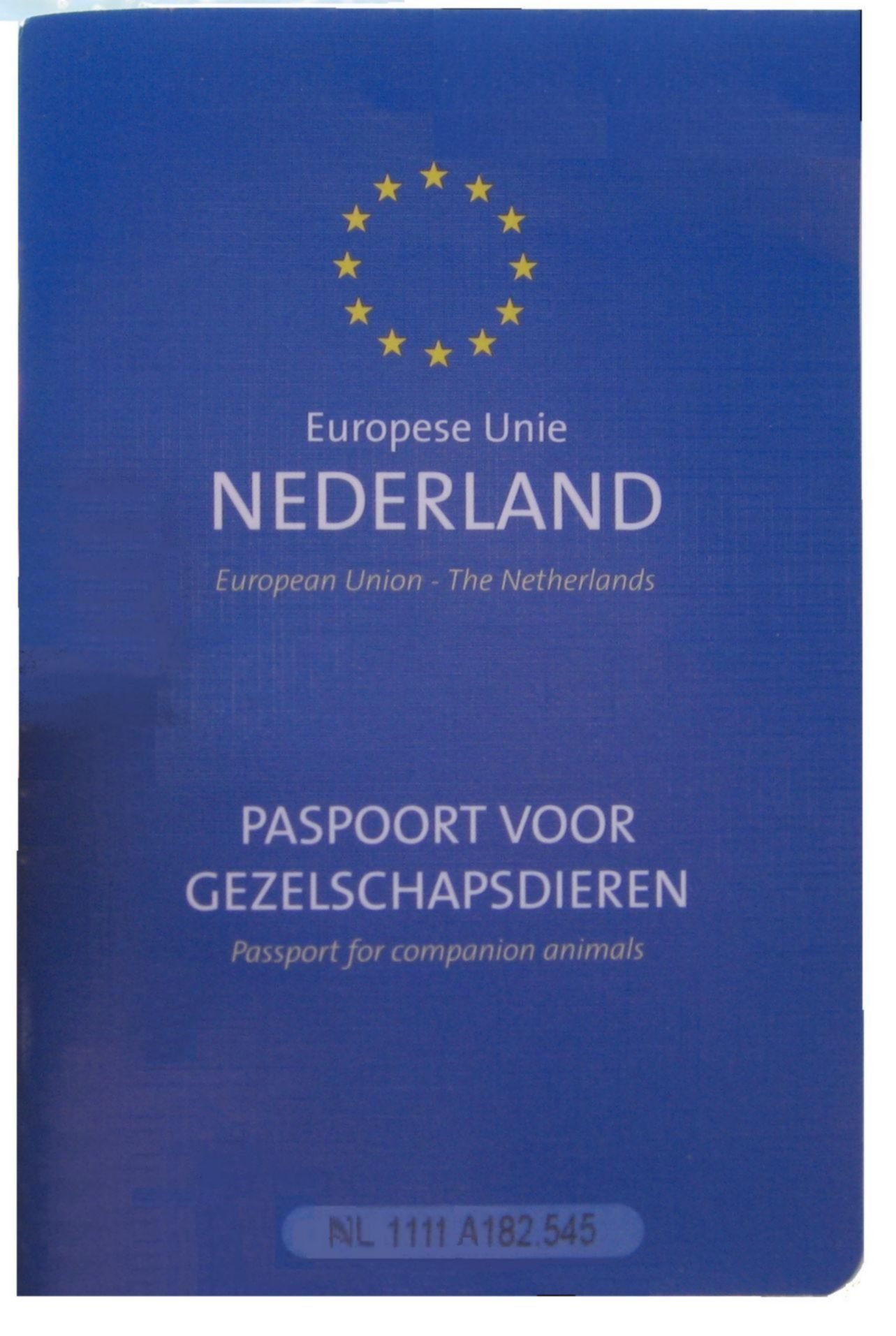
Hollandia
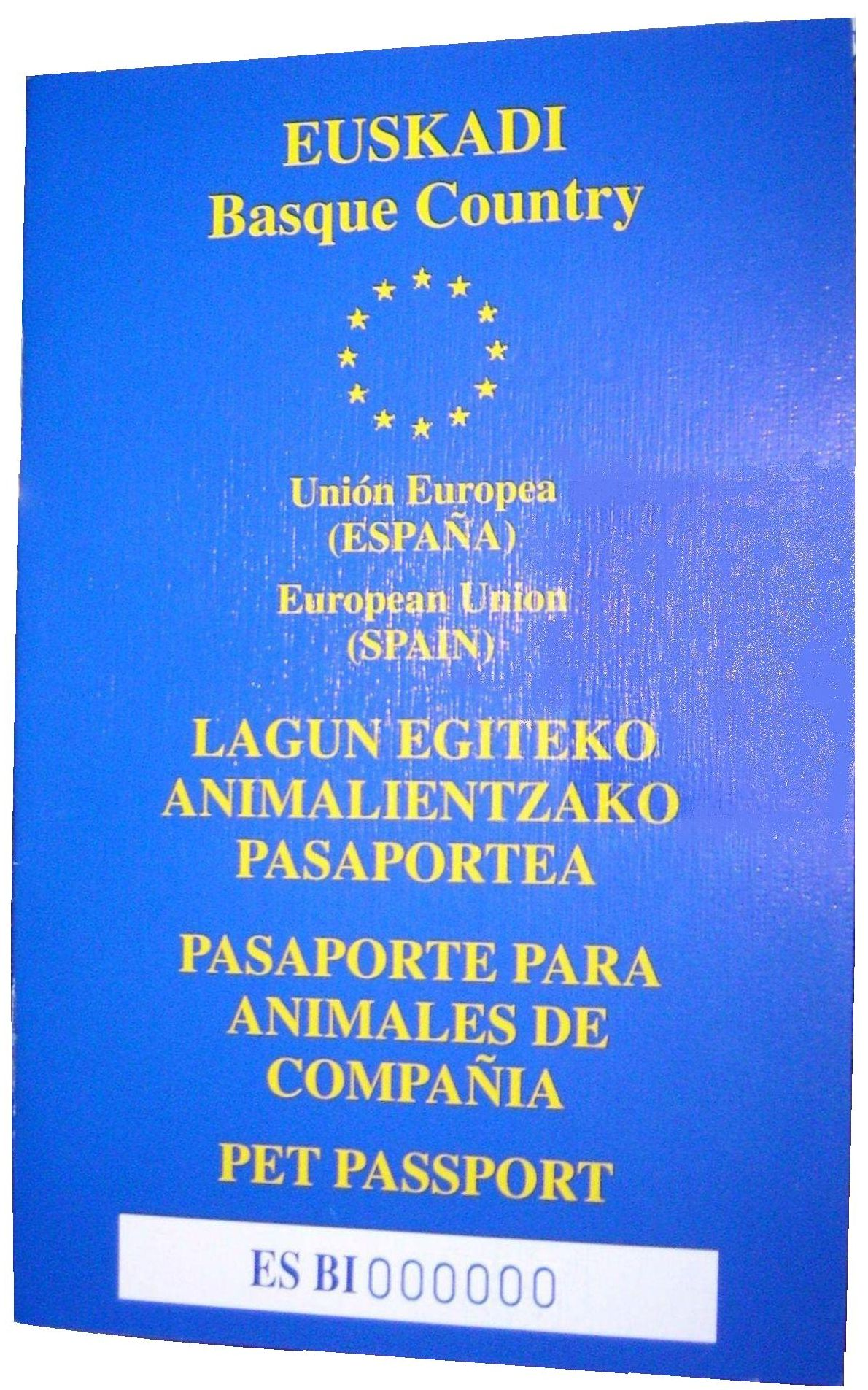
Spanyolország (Baszkföld)
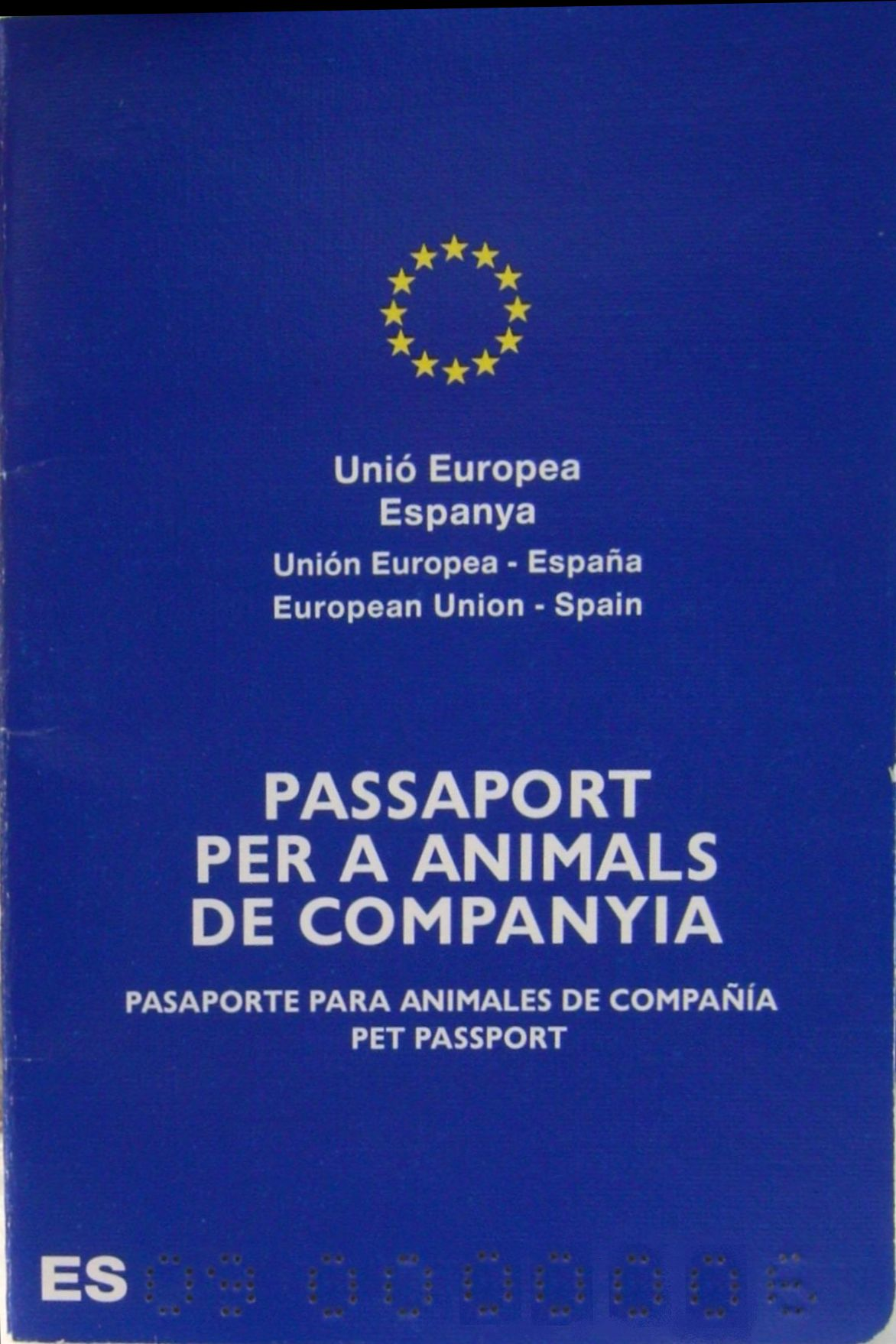
Spanyolország (Katalónia)
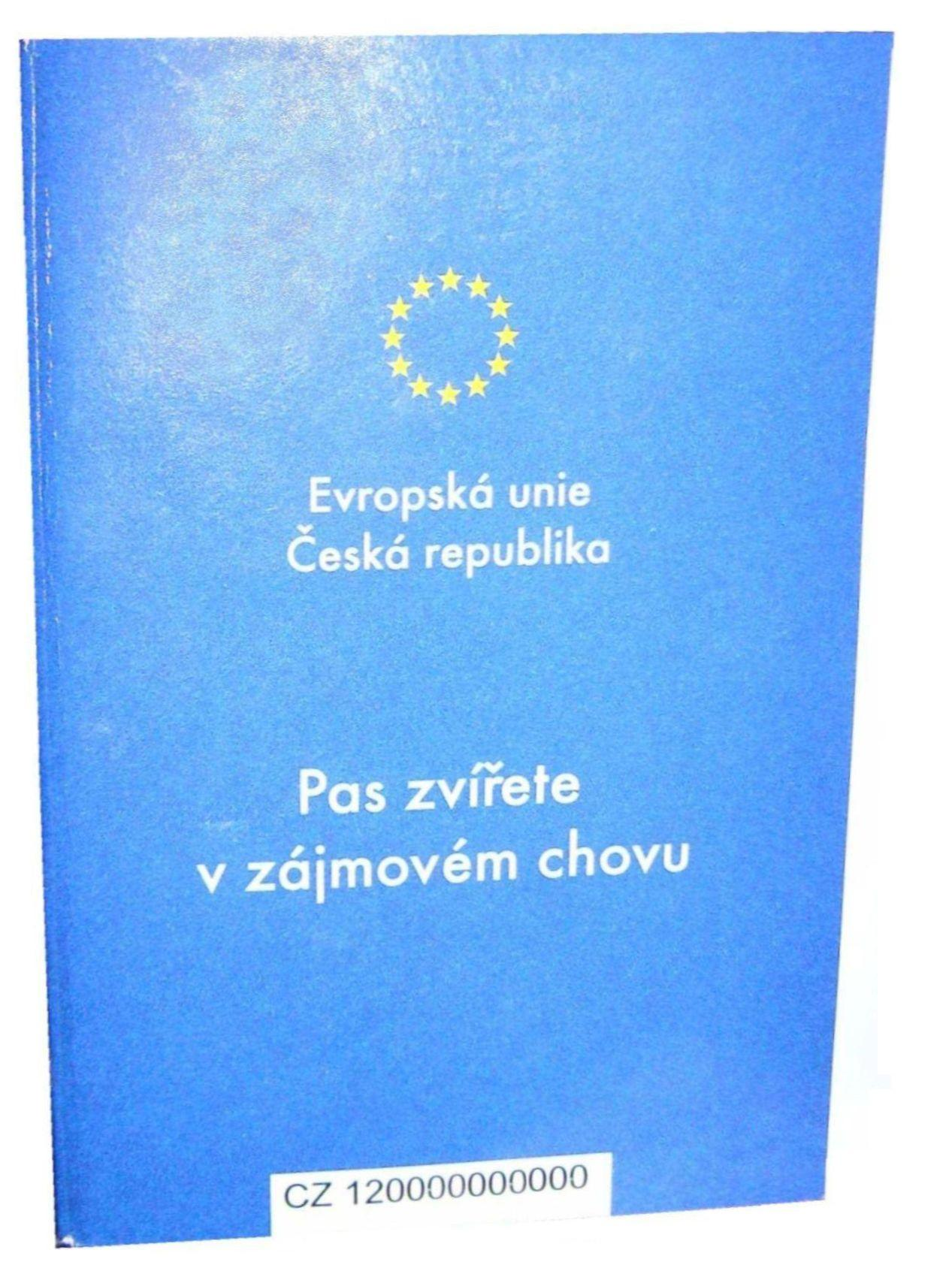
Csehország